# 알렉산더 클라우스
알렉산더 클라우스(Alexander Klaws, 1983년 10월 3일 ~ )는 독일의 가수로, 독일은 슈퍼스타를 찾습니다 시즌 1의 우승자이다.